# Walter Kratner
Walter Kratner (* 1954 in Graz; † 5. April 2023 ebenda) war ein österreichischer Künstler.
Er studierte Design und Kunstgeschichte in Florenz. Der akademischen Ausbildung schlossen sich langjährige Aufenthalte in der Schweiz (Bern) und in den USA an. Auf Einladung realisierte er Projekte für das „Carl Djerassi Art Program“ und für das Exploratorium in San Francisco.
Gesellschaftliche und persönliche Amnesie beschäftigen diesen Künstler. Oft sind es mit Kohlenstaub verdunkelte, historische Fotografien, die den Zerfall des Erinnerungsbildes belegen. Er wurde von der Diözese Graz-Seckau mit der künstlerischen Ausgestaltung der Weizer Taborkirche beauftragt und war u. a. Kurator für „kunst am spirituellen weg“ und „pfingstArt“ in Weiz.
Im Mai 2012 gestaltete Kratner neben der Weizbergkirche ein Mahnmal zum Gedenken an die systematische Ermordung der Roma und Sinti in der Zeit des Nationalsozialismus.
Am 5. April 2023 brach Kratner beim Aufbau seiner Installation Lampedusa zusammen und verstarb auf dem Weg ins Krankenhaus.